# Kościół św. Mikołaja, św. Stanisława i św. Jana Chrzciciela w Ostromecku

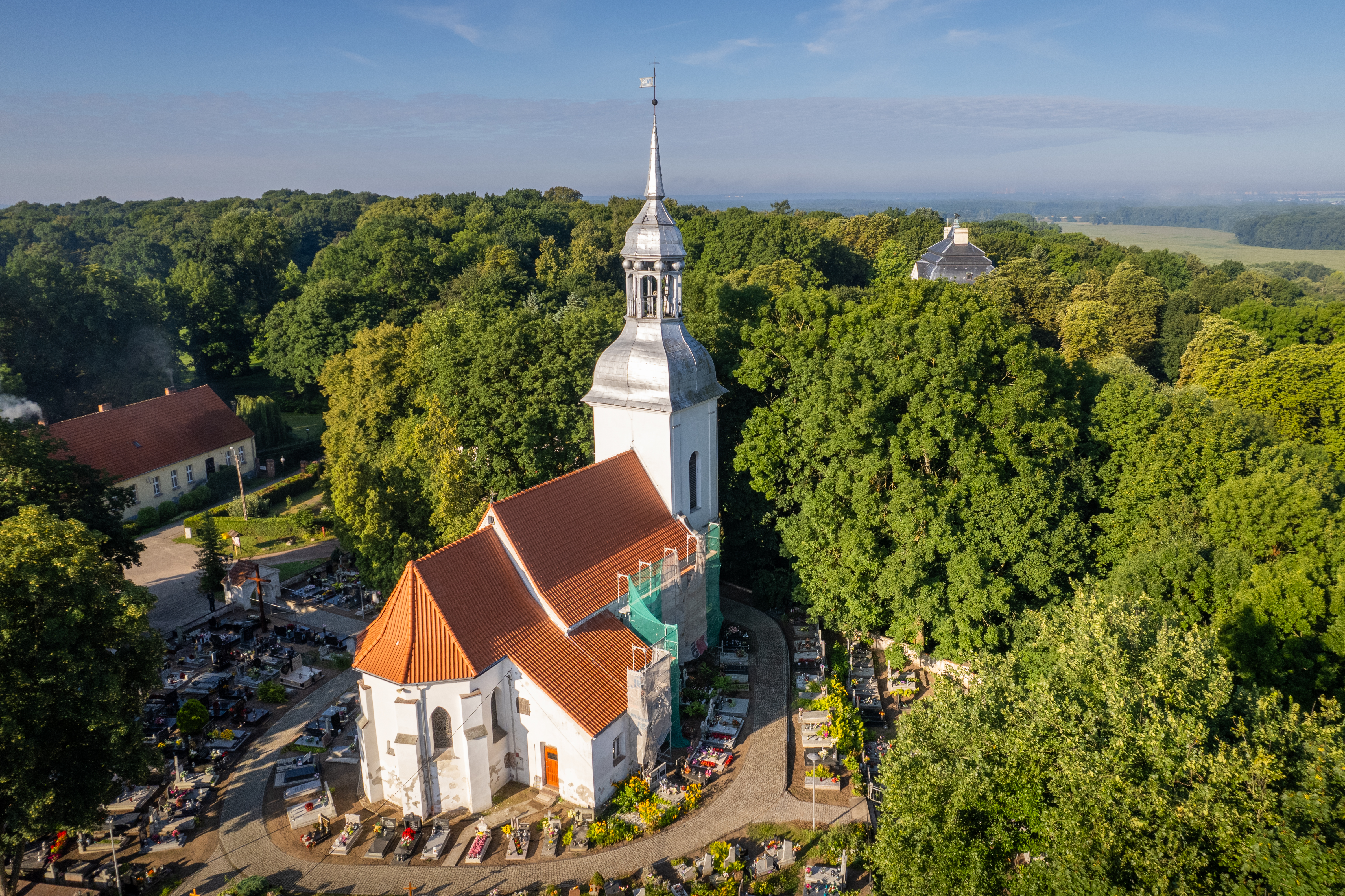
Widok z lotu ptaka

Kościół św. Mikołaja, św. Stanisława i św. Jana Chrzciciela w Ostromecku – rzymskokatolicki kościół parafialny w Ostromecku, w gminie Dąbrowa Chełmińska, w powiecie bydgoskim, w województwie kujawsko-pomorskim. Mieści się przy ulicy Parkowej. Należy do dekanatu Unisław.

## Historia
Pierwsza wzmianka o parafii ostromeckiej pw. św. Mikołaja pochodzi z 1445 roku. Początkowo istniała skromna świątynia drewniana. Murowany kościół w Ostromecku ufundował w 1630 roku ówczesny dziedzic Ostromecka Jan Dorpowski herbu Leliwa. Świątynia dysponowała m.in. murowaną wieżą oraz 3 dzwonami. Jan Dorpowski ufundował również szkołę parafialną oraz przytułek, w którym przebywało jednorazowo kilku chorych i ubogich.
Na przełomie XVI/XVII w. kościół przejściowo znalazł się w rękach protestantów, za sprawą właściciela majątku Bartosza Ostromęckiego, który dokonał konwersji na luteranizm. Zgodnie z modłą protestancką świątynię ogołocono m.in. z wystroju, zabytków, szat i naczyń liturgicznych. Katolicy zmuszeni zostali do korzystania z kościoła w Boluminku. Dopiero na początku XVII wieku, gdy nowymi właścicielami stali się Dorpowscy, świątynia powróciła w ręce katolików, została rozbudowana i upiększona w stylu barokowym. Kościół konsekrowano powtórnie 6 października 1675 roku nadając mu za patronów św. Mikołaja, św. Stanisława Biskupa i św. Jana Chrzciciela. W 1667 parafia liczyła około 200 dusz. Należały do niej miejscowości: Ostromecko, Izbice, Pień, Reptowo, Strzyżawa, Kępa i Janowo.
W 1764 zrujnowaną wieżę odbudował i wzbogacił o zegar i baniasty hełm ówczesny właściciel dworu ostromeckiego wojewoda mazowiecki Paweł Michał Mostowski. Iglicę na hełmie wieży wyposażono chorągiew blaszaną z wykrojonymi inicjałami PAI. (Paweł Mostowski) oraz datami 1764 i 1806. Do kościoła w XVIII w. dobudowano również kruchtę i zakrystię.
W 1839 roku kościół ponownie konsekrowano po gruntownym jego odnowieniu. W latach 1859–1939 był kościołem filialnym parafii rzymskokatolickiej w Boluminku. W 1885 roku na ścianach budowli zostały odkryte malowidła wykonane temperą, pokryte grubą warstwą wapna, pochodzące zapewne z czasów budowy.
Na mocy dekretu z 31 marca 1939 roku biskupa chełmińskiego Stanisława Okoniewskiego, z dniem 1 czerwca 1939 z parafii bolumińskiej została wyodrębniona kuracja w Ostromecku. Kuratus ks. Józef Turzyński 11 kwietnia 1940 został aresztowany przez hitlerowców i osadzony w obozie koncentracyjnym w Sachsenhausen, gdzie zmarł. Do końca II wojny światowej kuracją w Ostromecku administrował ks. Jan Danielewicz, proboszcz w Boluminku. Podczas wojny zakazane było używanie języka polskiego we wszystkich nabożeństwach, śpiewach, kazaniach i w życiu sakramentalnym pod groźbą zesłania do obozu koncentracyjnego.
W 1954 roku została odnowiona wieża i dach, a w 1959 roku wnętrze świątyni. W XIX stuleciu przy budowli działało bractwo trzeźwości powstałe w 1859 roku oraz szpital dla ubogich.

## Architektura
Kościół ostromecki jest niewielką budowlą z prezbiterium zwróconym ku wschodowi, wieżą barokową wzniesioną w latach 1763-1764, wcześniej (1664-1675) dobudowaną zakrystią i dobudowaną do południowego boku korpusu kościoła barokową kruchtą. Całość zbudowano na wzgórku, którego teren zajęty jest przez cmentarz. Utrwalone na bramie cmentarnej daty 1737 i 1845 mogą oznaczać lata, w których przeprowadzono budowę i renowacje cmentarnego ogrodzenia.

## Wnętrze

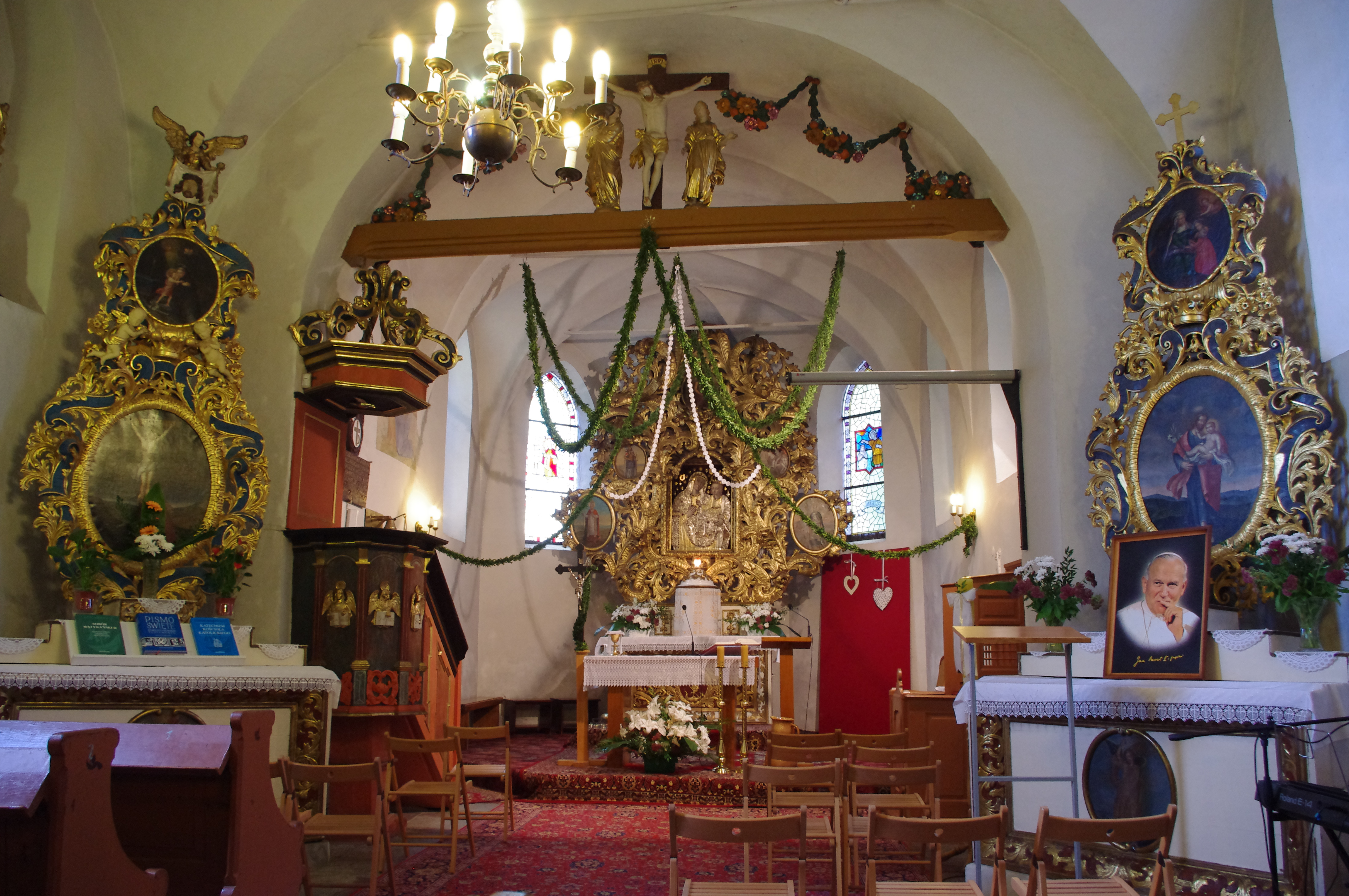
Wnętrze
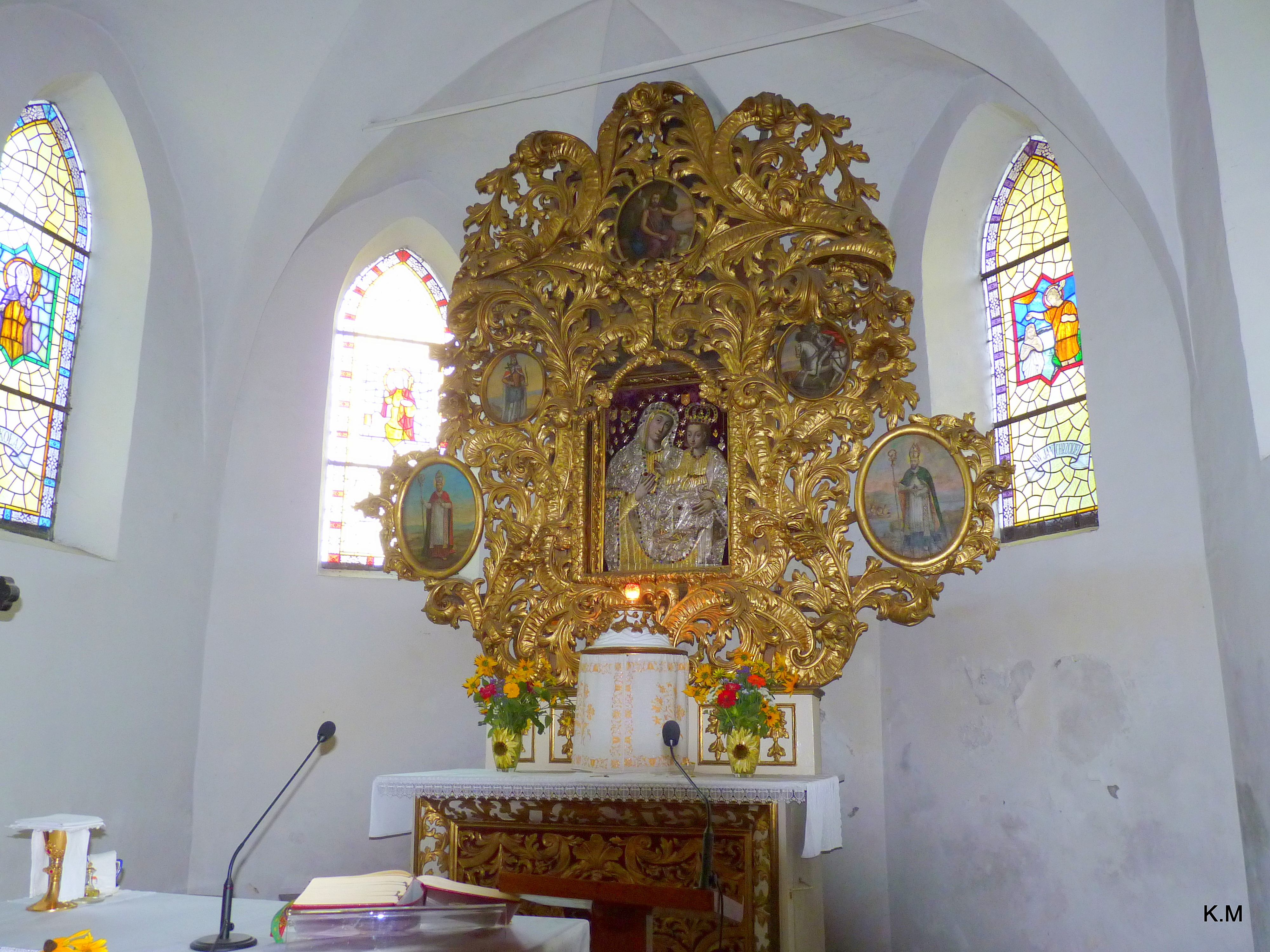
Ołtarz
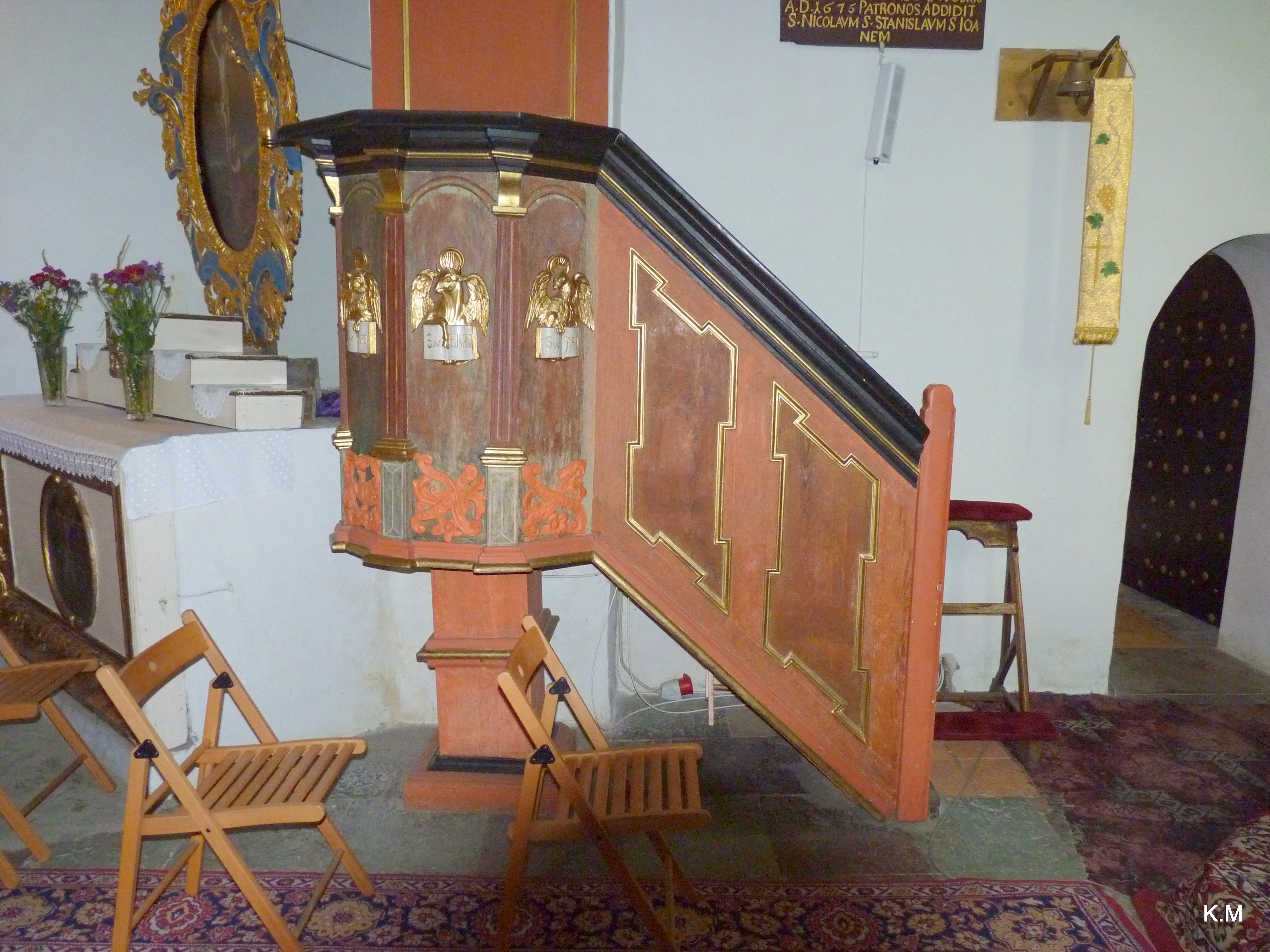
Ambona
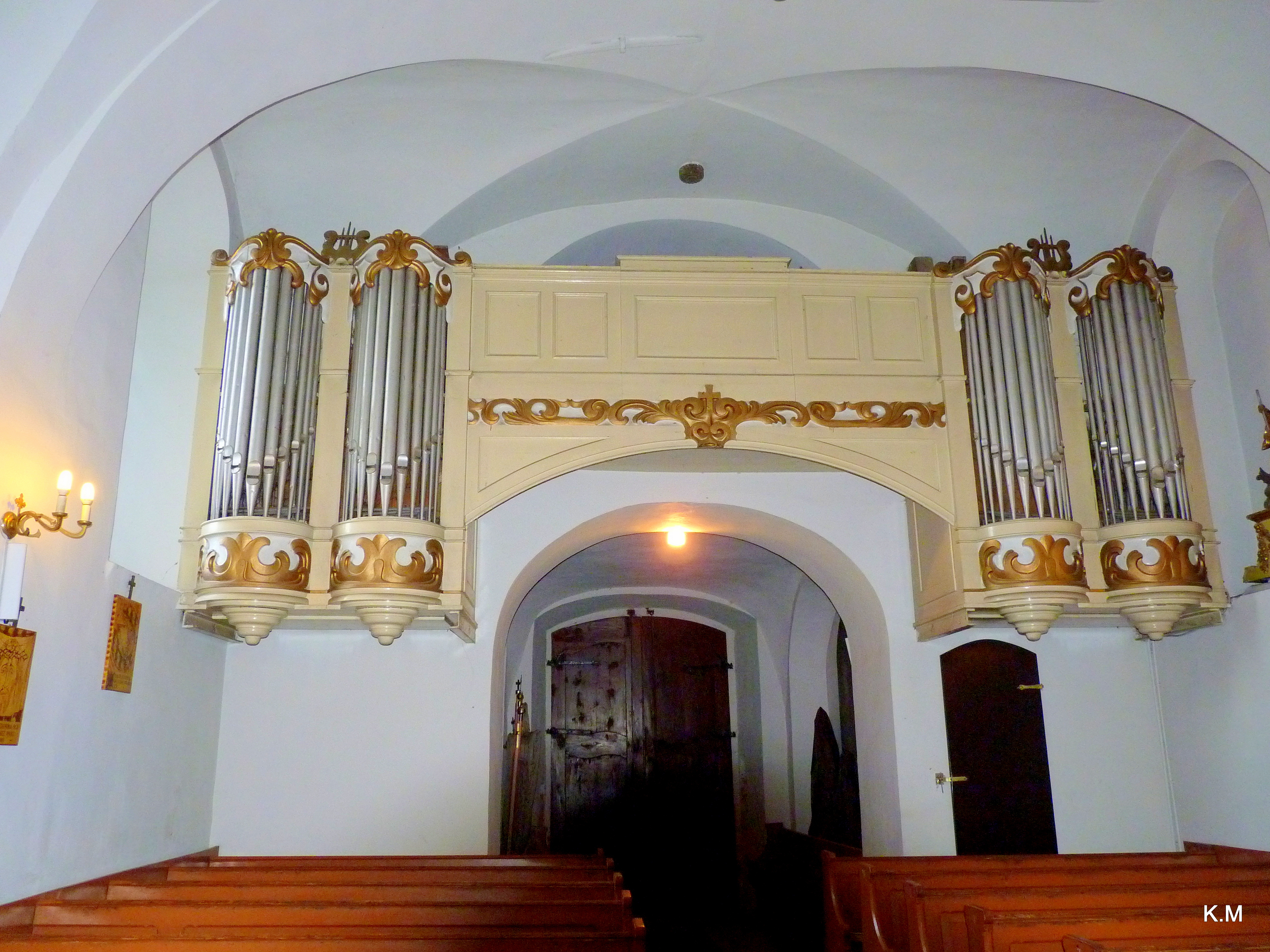
Organy
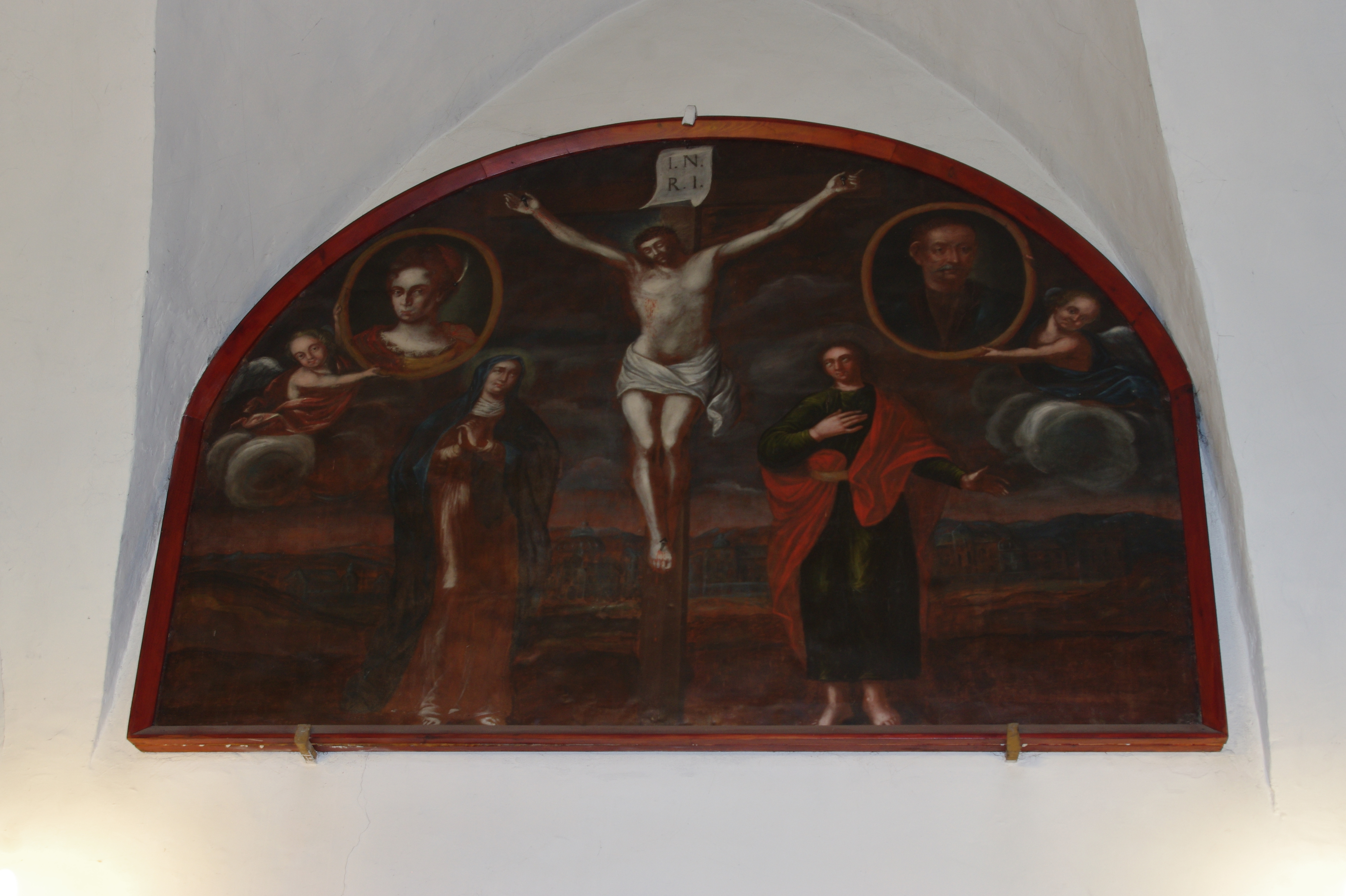
Wizerunki XVII-wiecznych fundatorów Jadwigi i Jakuba Dorpowskich
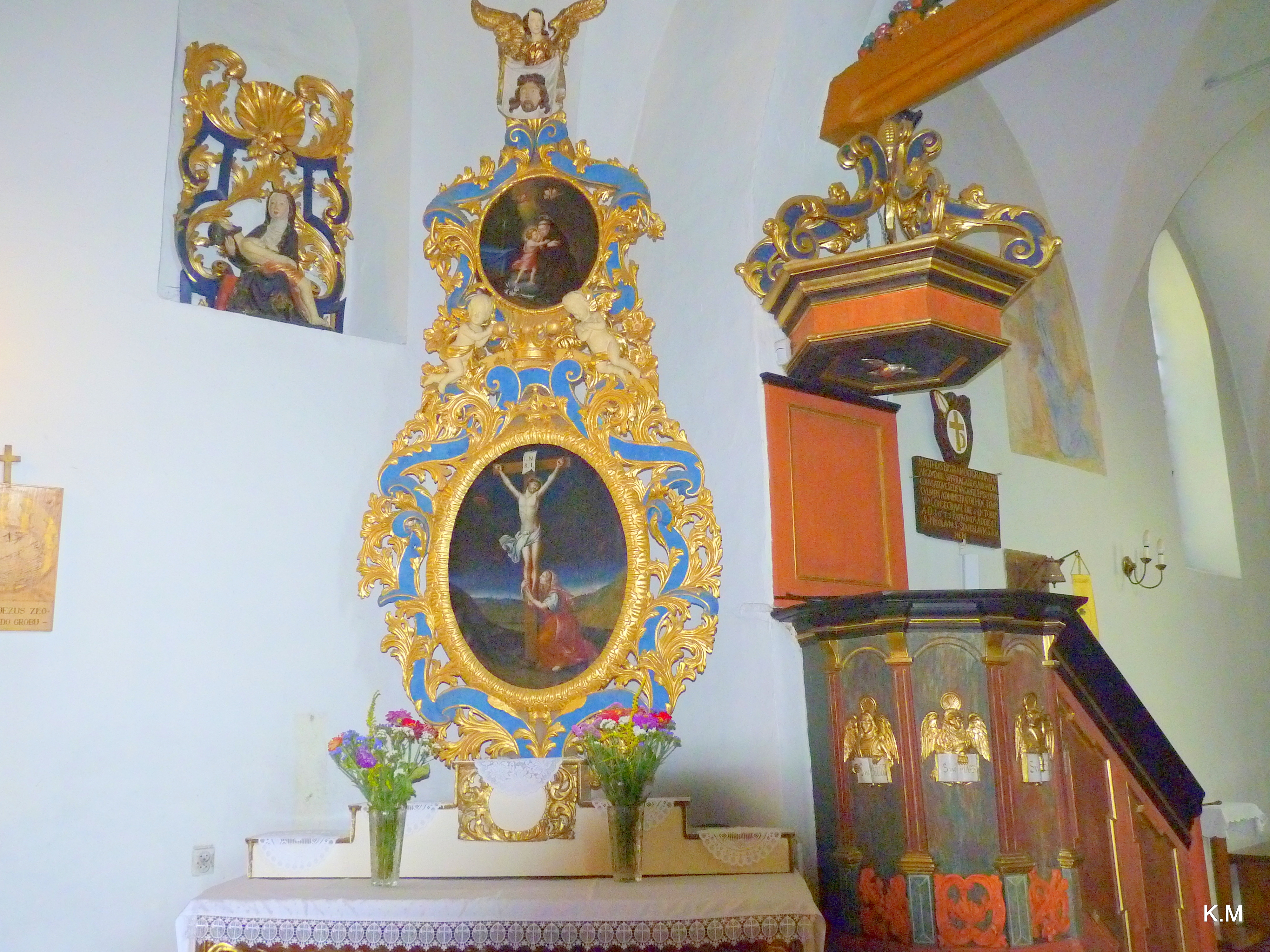
Ołtarz boczny